# Chorfa (Mascara)
Chorfa (em árabe: الشرفة) é uma cidade e comuna localizada na província de Mascara, Argélia. Segundo o censo de 2008, a população total da cidade era de 2 608 habitantes.